# IC 3915
IC 3915 је појединачна звијезда у сазвјежђу Береникина коса која се налази на листи објеката дубоког неба у Индекс каталогу.
Деклинација објекта је + 20° 7' 16" а ректасцензија 12h 56m 39,5s.